# Czarnkowie
Czarnkowie (niem.: Alt Liepenfier) – wieś w Polsce położona w województwie zachodniopomorskim, w powiecie świdwińskim, w gminie Połczyn-Zdrój.
W latach 70. XX w. używano nazwy wsi w formie Czarnkowo.
Ok. 1,5 km na północny zachód znajduje się Wola Góra z wieżą widokową.

## Galeria

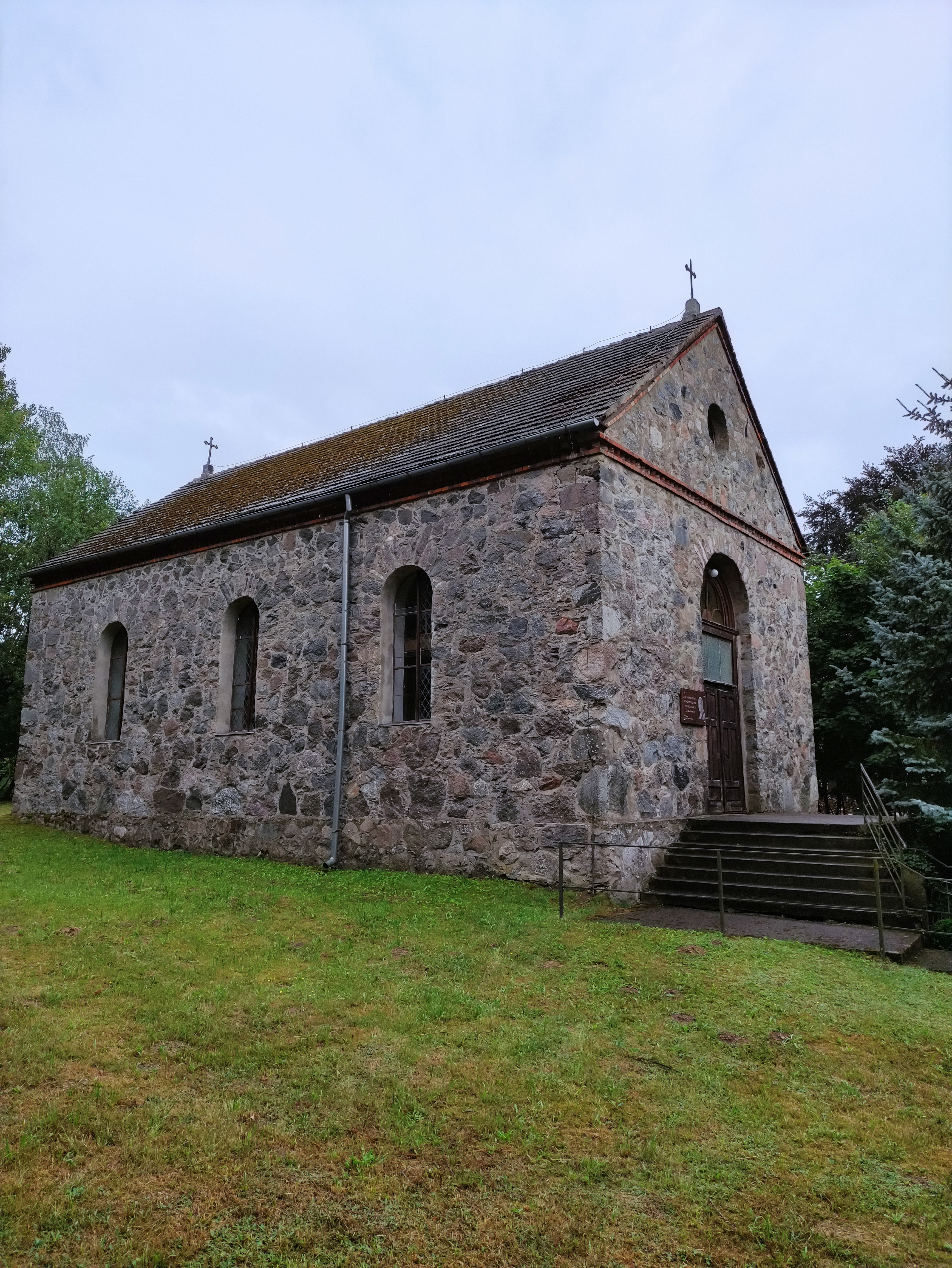
Kościół pw. św. Stanisława Kostki
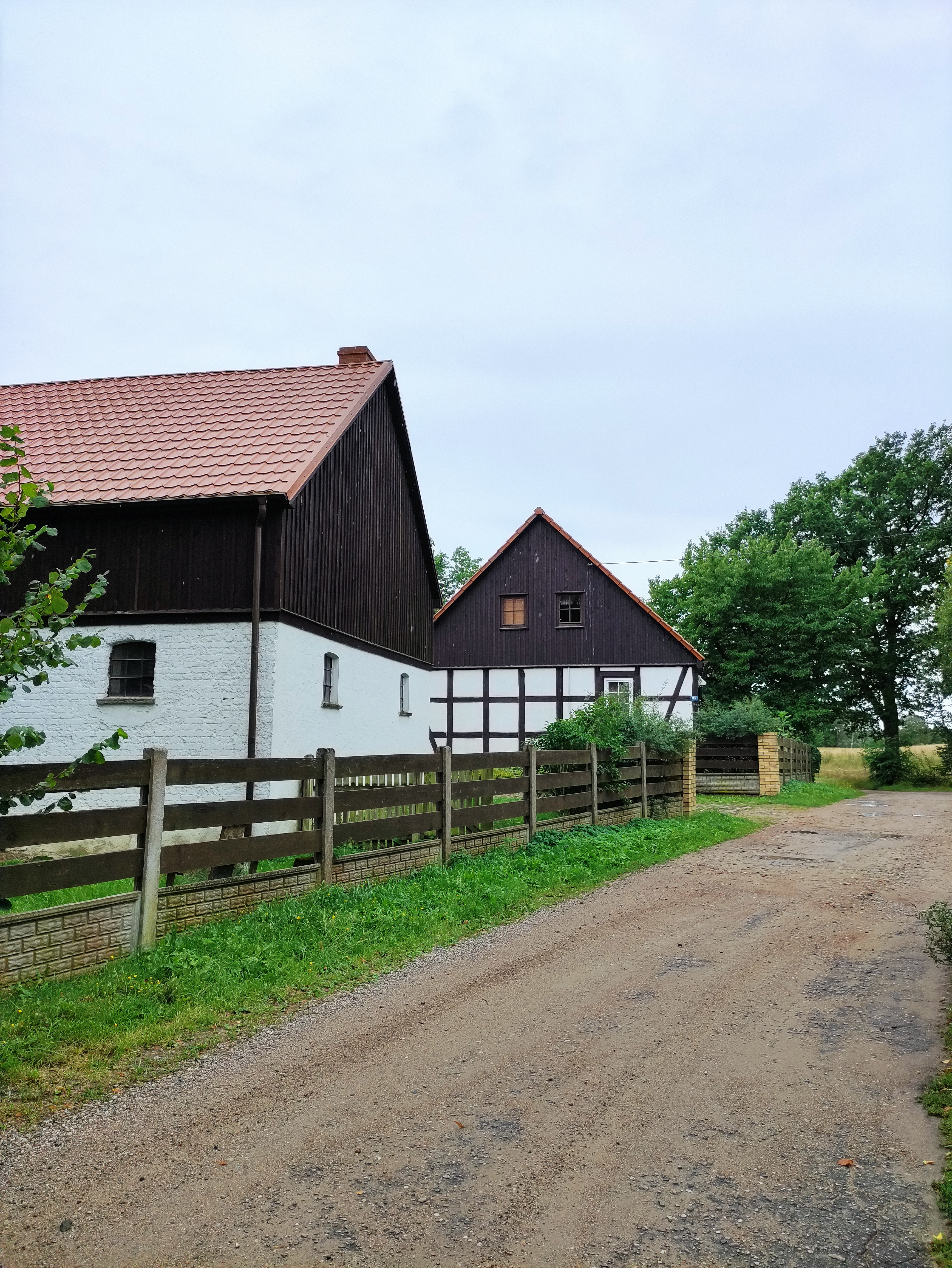
Zabudowania we wsi
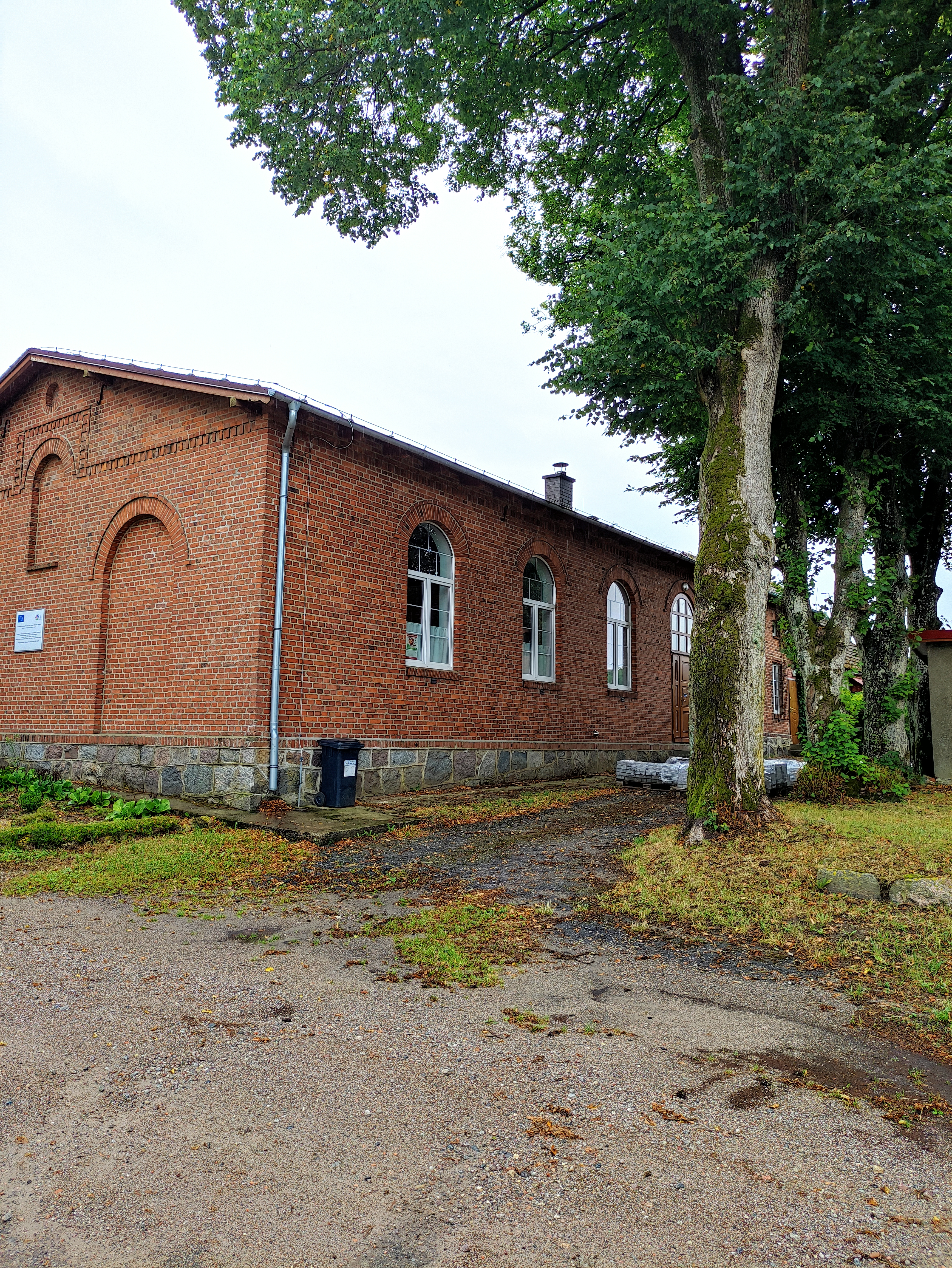
Budynek we wsi
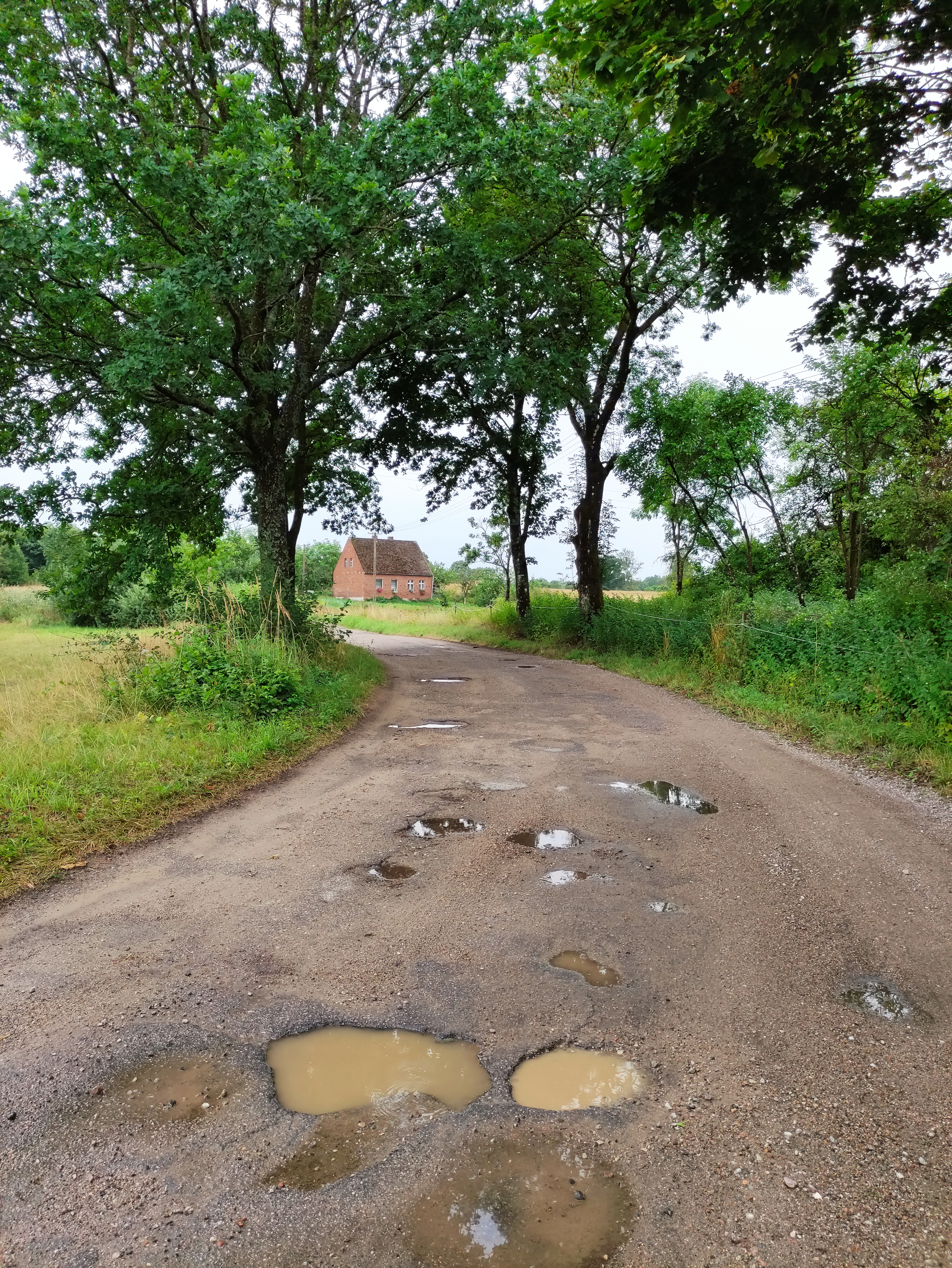
Zabudowania we wsi